# Romanowo Górne
Romanowo Górne (prononciation : [rɔmaˈnɔvɔ ˈɡurnɛ]) est un  village polonais de la gmina de Czarnków dans le powiat de Czarnków-Trzcianka de la voïvodie de Grande-Pologne dans le centre-ouest de la Pologne.
Il se situe à environ 10 kilomètres au nord de Czarnków (siège de la gmina et du powiat), et à 69 kilomètres au nord de Poznań (capitale de la Grande-Pologne).

## Histoire
De 1975 à 1998, le village faisait partie du territoire de la voïvodie de Piła.

Depuis 1999, Romanowo Górne est situé dans la voïvodie de Grande-Pologne.